# 7000 Curie
7000 Curie (1939 VD) là một tiểu hành tinh vành đai chính được phát hiện ngày 6 tháng 11 năm 1939 bởi Fernand Rigaux ở Uccle. Nó được đặt theo tên French-Polish scientist Marie Curie.